# Hesketh Racing
Hesketh Racing was een Brits raceteam dat uitkwam in de Formule 1 en werd opgericht door Alexander Hesketh.
Het team nam tussen 1973 en 1978 deel aan het wereldkampioenschap Formule 1. Het team begon in 1972 in de lagere Formules met rijder James Hunt en schreef een groot aantal auto's af. Hesketh dacht dat het net zo duur was een Formule 1 auto af te schrijven als een in de lagere klassen en schreef zich in voor de Formule 1 met rijder Hunt. In tegenstelling tot het imago van rijder en team, zou Hunt gedurende het jaar 1973 steeds beter presteren; 6e tijdens de Franse, 4e in de Britse, 3e in de Nederlandse en uiteindelijk een zelfs een tweede plaats in de Amerikaanse Grand Prix.
Het team had ontwerper Harvey Postlethwaite aangenomen, die de Hesketh 308 ontwierp voor het seizoen 1974. Het team won prompt de eerste race, die echter niet meetelde voor het kampioenschap, tijdens de Silverstone International Trophee. Het team zou met Hunt driemaal een derde plaats halen, waardoor men zelfs auto's kon verkopen aan andere teams. Hesketh won met de auto in 1975 een race. Dit zou Hunt aan het einde van het seizoen een vierde plaats overall geven.
In 1976 vertrok Hunt, Hesketh trok zich terug, maar het team bleef bestaan, echter onder een andere eigenaar. Het geluk bleef weg voor het team; men behaalde geen hogere positie dan de 7e in de seizoenen '76 en '77 en in 1978 ging het team uiteindelijk failliet.